# Bongoville
Bongoville – miasto w południowo-wschodnim Gabonie, w prowincji Ogowe Górne, na wschód od Franceville. 
Znane jako Lewai do czasu kiedy to nazwę zmieniono na cześć prezydenta Omara Bongo, urodzonego w tym miejscu kiedy była to jeszcze wioska, którą później rozbudowano za jego prezydencji.